# Mayken Verhulst
Mayken Verhulst (* um 1518 in Mechelen, Habsburgermonarchie; † 1599 oder 1. April 1600, Spanische Niederlande ebenda) war eine flämische Malerin.

## Leben
Schon ihr Vater betätigte sich als Maler, erlangte jedoch nur auf lokaler Ebene Bekanntheit. Besonders durch ihre Miniaturgemälde konnte Verhulst auf sich aufmerksam machen. 1567 wurde sie von Lodovico Guicciardini als eine der fünf wichtigen Malerinnen in den Grenzen der Niederlande genannt.
Verhulst heiratete den Maler Pieter Coecke van Aelst, mit dem sie drei Kinder hatte. Auch ihre Kinder wirkten im Bereich der Kunst, ihr Sohn Paul wurde Maler, ihre Tochter Marie heiratete Pieter Brueghel den Älteren, der ebenfalls ein flämischer Künstler aus der Renaissance war.
In ihrem späteren Leben unterrichtete sie ihre Kinder und Enkel in ihrem Beruf, so soll sie Jan Breughel dem Älteren die Kunst des Malens mit Wasserfarben gelehrt haben. Auch dessen Bruder, Pieter Brueghel der Jüngere, ging bei Verhulst in die Lehre.